# Robbie Temple
Pour les articles homonymes, voir Temple (homonymie).
Robbie Temple, né le 20 août 1986 à Gloucester, est un joueur professionnel de squash représentant l'Angleterre. Il atteint en septembre 2012 la 53e place mondiale sur le circuit international, son meilleur classement.

## Biographie
Robbie Temple a la particularité d'être totalement ambidextre. Il joue généralement comme un gaucher avec un revers à deux mains mais il est tout aussi habile de la main droite.